# Melone verde

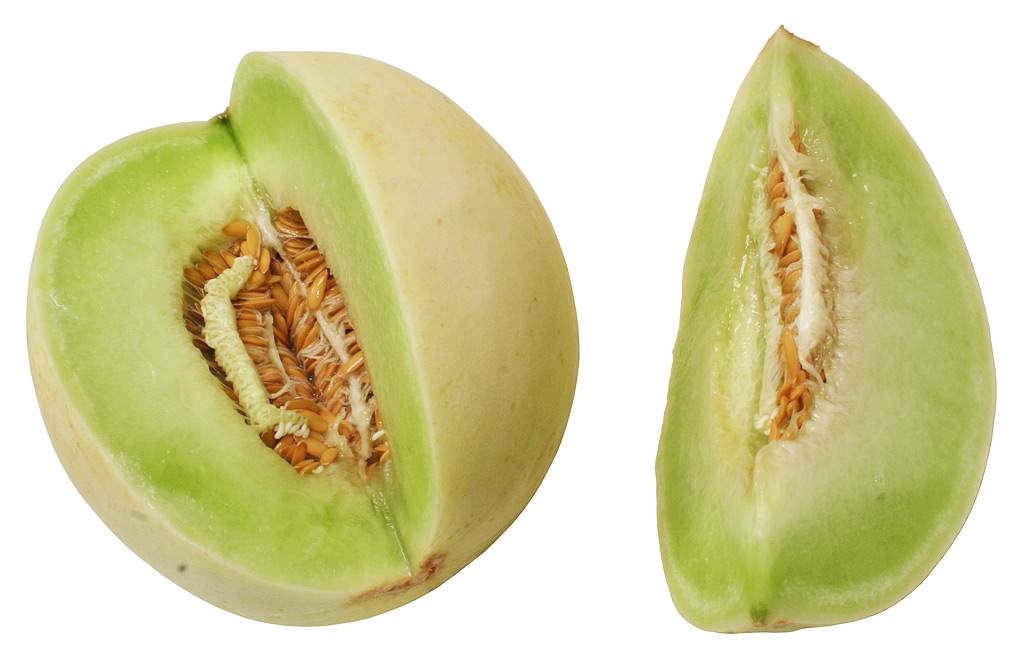

Il melone verde è un gruppo di colture appartenente al gruppo Inodorus della specie dei Cucumis melo.
Tale gruppo comprende oltre al melone verde anche il melone persiano, di inverno, casaba e crenshaw.

## Caratteristiche
Originario della Francia e dell'Algeria e facilmente reperibile in tutti i supermercati del mondo, il melone verde presenta una forma pressoché ovale di diametro circa 15-22 cm e pesa all'incirca dagli 1,8 ai 3,6 kg.
La polpa è di colore verde chiaro e talmente succosa da essere utilizzata per dessert mentre la buccia ha un colore giallo crema. Come nella maggior parte degli altri meloni, la cavità centrale, fibrosa, contiene molti semi.
Questo frutto cresce in climi semiaridi. La sua maturità non dipende dalle dimensioni e può essere data dal colore giallo della buccia, al contrario se questa è ancora bianca vuol dire che il frutto è ancora immaturo. Un melone verde è di qualità superiore se la sua forma è quasi sferica e libera da cicatrici e difetti.

## Origine e nomi alternativi
In Cina il melone verde è conosciuto come melone Bailan: è un prodotto locale famoso di Lanzhou, capitale di Gansu (provincia nord-occidentale della Cina). Il melone verde è stato introdotto in Cina, secondo fonti cinesi, da Henry A. Wallace, ex segretario dell'agricoltura e vicepresidente degli Stati Uniti sotto il governo di Franklin Roosevelt e fondatore della società Pioneer Hi-Bred. Perciò in Cina il melone viene detto anche Wallace.
Il melone verde è conosciuto nei paesi anglosassoni come honeydew melon o semplicemente honeydew. In California il frutto è in stagione da agosto a ottobre.